# Xerospermophilus
Xerospermophilus és un gènere de rosegadors de la família dels esciúrids. Conté quatre espècies que viuen als deserts i les estepes àrides de l'oest de Nord-amèrica, des de Mèxic fins a Califòrnia i Dakota del Sud. Tenen una llargada corporal de 21–32 cm, sense comptar la cua, que fa 5,7–11,3 cm. Les orelles fan 5–10 mm i les potes posteriors 31–46 mm.